# Новдег-е Гаджі-Набі
Новдег-е Гаджі-Набі (перс. نوده حاجي نبي) — село в Ірані, у дегестані Фармагін, у Центральному бахші, шагрестані Фараган остану Марказі. За даними перепису 2006 року, його населення становило 57 осіб, що проживали у складі 18 сімей.

## Клімат
Середня річна температура становить 12,33 °C, середня максимальна – 31,78 °C, а середня мінімальна – -10,47 °C. Середня річна кількість опадів – 253 мм.
| Клімат поселення                              | Клімат поселення | Клімат поселення | Клімат поселення | Клімат поселення | Клімат поселення | Клімат поселення | Клімат поселення | Клімат поселення | Клімат поселення | Клімат поселення | Клімат поселення | Клімат поселення | Клімат поселення |
| Показник                                      | Січ.             | Лют.             | Бер.             | Квіт.            | Трав.            | Черв.            | Лип.             | Серп.            | Вер.             | Жовт.            | Лист.            | Груд.            |                  |
| Середній максимум, °C                         | 7,96             | 9,98             | 15,30            | 20,69            | 24,35            | 31,26            | 31,78            | 30,62            | 26,66            | 21,10            | 14,66            | 8,50             |                  |
| Середня температура, °C                       | −1,25            | 0,78             | 6,08             | 11,48            | 15,14            | 22,03            | 25,18            | 24,02            | 20,06            | 14,50            | 8,06             | 1,90             |                  |
| Середній мінімум, °C                          | −10,47           | −8,44            | −3,13            | 2,26             | 5,93             | 12,80            | 18,58            | 17,42            | 13,46            | 7,92             | 1,46             | −4,71            |                  |
| Норма опадів, мм                              | 35               | 35               | 47               | 34               | 30               | 4                | 1                | 1                | 0                | 9                | 23               | 34               |                  |
| Середньомісячна швидкість вітру, м/с          | 1.61             | 1.94             | 3.07             | 2.97             | 2.69             | 2.46             | 2.51             | 2.31             | 2.27             | 2.03             | 1.83             | 1.28             |                  |
| Середньомісячна сонячна радіація, кДж/м²·день | 9113             | 12321            | 14761            | 18263            | 22208            | 26713            | 26043            | 24033            | 20817            | 15441            | 10917            | 8944             |                  |
| --------------------------------------------- | ---------------- | ---------------- | ---------------- | ---------------- | ---------------- | ---------------- | ---------------- | ---------------- | ---------------- | ---------------- | ---------------- | ---------------- | ---------------- |
| Джерело:                                      |                  |                  |                  |                  |                  |                  |                  |                  |                  |                  |                  |                  |                  |